# Vescomtat de Bourges
El vescomtat de Bourges fou una jurisdicció feudal creada el 926 pels reis de França sota domini immediat, abraçant la ciutat de Bourges i l'entorn. Va existir fins al 1101. El primer vescomte del qual hi ha notícia és Jofré I anomenat Papabos que s'esmenta des del 962. El va seguir el seu fill Jofré II anomenat Bosbera i a aquest el seu fill Jofré III el Noble, que apareix en cartes del 1012 i 1037, casat amb Maria d'Eldeberg senyora de Deols. El fill del matrimoni, Jofré IV el Mesquí, fou el següent vescomte, testimoniat el 1056 i el 1057.
El va seguir el seu fill Esteve, testimoniat el 1061 que hauria mort vers 1090. No va deixar fills i l'herència corresponia a la seva germana Ildeburga, casada amb Giló I senyor de Sully, els quals tenien al seu torn només una filla, Mafalda o Matilde, casada amb Eudes Arpí, fill d'Humbald senyor de Dun, que apareix esmentat el 1092 i 1097. El 1101 va vendre Bourges al rei Felip I de França, per obtenir finançament per anar a les croades. A Terra Santa fou capturat a la segona batalla de Ramla el maig del 1102. Va poder tornar i es va fer monjo a Cluny on va morir el 1109. Donades les condicions de la venda el procés d'incorporació als dominis reials no va acabar fins un segle després.

## Llista de vescomtes
| a partir de 962            | Jofré I Papabos      |
| ?                          | Jofré II Bosbera     |
| testimoniat el 1012 i 1037 | Jofré III el Noble   |
| testimoniat el 1056 i 1057 | Jofré IV el Mesquí   |
| testimoniat el 1061        | Esteve               |
| testimoniat 1092-1101      | Eudes Herpí († 1109) |